# Živa (časopis)
Živa je nejstarší stále vycházející český přírodovědecký časopis soustřeďující se na popularizaci vědy. 

## Historie
Časopis založil Jan Evangelista Purkyně společně s Janem Krejčím. Jeho cílem bylo popularizovat výsledky vědeckého bádání v oblasti biologie. První číslo Živy vyšlo v lednu 1853. Časopis vydávalo nakladatelství Matice české při Muzeu Království českého v Praze do roku 1864 pod vedením redaktora J. E. Purkyně a Jana Krejčího, kterého mezi lety lety 1861–1862 nahradil lékař a pozdější politik Eduard Grégr.
Od roku 1854 byl v každém ročníku zveřejňován seznam předplatitelů časopisu. Mezi čtenáře časopisu patřili například kněží, úředníci, mlynáři či majitelé hospod. Ve svých počátcích obsahoval časopis články z mnoha oborů (nerostopis, rostlinopis, živočichopis, fysiologie, fysika, hvězdářství, paleontologie, chemie, průmysl, lesnictví, cestopisy, životopisy, musejnictví, literatura) psané v dobovém jazyce. V druhé polovině 19. století publikoval Ladislav Josef Čelakovský překlad Novalisův román Die Lehrlinge zu Sais pod názvem Učedlnící saiští na podnět Jana Evangelisty Purkyně, obdivovatele německé Naturphilosophie.
Některá čísla obsahovala přílohy Průmyslník a Domácí lékař. Po pětileté odmlce vydal dva ročníky v letech 1867–1868 Eduard Grégr společně s Muzeem Království českého. Redaktory zůstali J. E. Purkyně a J. Krejčí. Mezi lety 1869–1874 časopis nevycházel, ale nákladem Muzea Království českého bylo vydáno dvanáct samostatných monotematických sborníků pod názvem Živa, sborník vědecký. Například lze jmenovat sborník O nerostech v pásmu železných rud silurských se objevujících (autor Emanuel Bořický), Cesta do Kodaně (Antonín Frič), Rybníkářství (František Špatný) a další.

### Dvacáté století
V roce 1891 bylo vydání časopisu obnoveno pod názvem Živa, časopis přírodnický chemikem Bohuslavem Raýmanem a fyziologem Františkem Marešem. Jako redaktor působil v časopise mezi lety 1910–1915 také fyziolog a cytolog Bohumil Němec. Časopis vydávalo Ottovo nakladatelství. Po delší odmlce bylo obnoveno vydávání časopisu v roce 1953 Oldřichem Vilémem Hykšem pod názvem Živa, časopis pro biologickou práci v rámci nakladatelství Československé akademie věd. Od roku 1966 začala vycházet Živa, časopis pro popularizaci biologie v nakladatelství Academia. Z řady šéfredaktorů a redaktorů lze jmenovat mykologa Alberta Piláta (1956–1972). Botanik Slavomil Hejný byl vedoucím redaktorem v letech 1973–1990. Jako redaktoři zde postupně působili botanik Jiří Haager (1943–2022) a entomolog Vlastimil Lapáček, který zastával mezi lety 1990–1991 místo šéfredaktora. V této vedoucí funkci se posléze vystřídaly Šárka Orlíková (1992–2000), Ludmila Krupková (2000–2005) a od roku 2006 Jana Šrotová.
V průběhu historie se v časopise promítly změny v obsahové náplni, ale i grafickém a polygrafickém zpracování.

## Obsah časopisu – třetí tisíciletí
Časopis vychází jako dvouměsíčník a obsahuje původní odborně zaměřené články, doplněné obrazovou dokumentací. Jednou ročně vychází monotematické číslo. Čtenářům (studenti, vysokoškolští pedagogové atd.) přibližuje nové poznatky z oborů molekulární biologie a genetiky, parazitologie, ekologie a ochrany přírody, botaniky, mykologie, fyziologie rostlin a živočichů, paleontologie a dalších oborů. Pro veřejnost je časopis dostupný v knihovnách. Ve volném prodeji ho lze koupit například v knihkupectví Academia.
V roce 2016 vznikla nová rubrika „K výuce“ především pro středoškolské učitele biologie, která přináší zajímavé novinky a témata nedostupná v učebnicích biologie. Redakce každoročně organizuje výstavy roku a společně s redakční radou vyhlašuje Ceny Živy. Poprvé byly Ceny vyhlášeny 23. dubna 1998 u příležitosti 145. výročí založení časopisu Živa a jsou udělovány autorům článků za předchozí ročník (Purkyňova cena, Cena Vojena Ložka, Cena Jana Sudy, Cena Antonína Friče a Zvláštní ocenění časopisu Živa).